# Улица Рапопорта (Чернигов)
Улица Рапопорта (укр. Вулиця Рапопорта) — улица в Деснянском районе города Чернигова. Пролегает от улицы Александровская до улицы Кольцевая, исторически сложившаяся местность (район) Александровка.
Примыкает улица Багряного.

## История
Согласно Топографической карте М-36-015, по состоянию местности на 1985 год улица не была проложена.
Полесская улица переименована, после вхождения села Александровка в состав города Чернигова, для упорядочивания названий улиц, поскольку в Чернигове уже была улица с данным названием в районе Красного Хутора. Комиссией по упорядочиванию наименований улиц было предложено новое название улица Антония Печерского — в честь основателя Киево-Печерского монастыря Антония Печерского, данное предложение было отклонено депутатами городского совета. 30 сентября 2013 года получила современное название — в честь советского учёного, члена-корреспондента АН СССР, уроженца Чернигова Иосифа Абрамовича Рапопорта, согласно Решению Черниговского городского совета (городской глава А. В. Соколов) 33 сессии 6 созыва «Про переименование улиц города» («Про перейменування вулиць міста»).

## Застройка
Улица пролегает в северо-восточном направлении — в сторону авиабазы «Чернигов» — параллельно улицам Комочкова и Багряного. Парная и непарная стороны улицы заняты усадебной застройкой, частично застроена. После примыкания улица Багряного проезд к Кольцевой перекрыт в связи со строительство многоэтажного жилого квартала.
Учреждения: нет